# Tamanapui
Tamanapui is een bestuurslaag in het regentschap Alor van de provincie Oost-Nusa Tenggara, Indonesië. Tamanapui telt 480 inwoners (volkstelling 2010).